# Wasserstraßen- und Schifffahrtsamt Westdeutsche Kanäle
Das Wasserstraßen- und Schifffahrtsamt Westdeutsche Kanäle (WSA Westdeutsche Kanäle) ist ein Wasserstraßen- und Schifffahrtsamt in Deutschland. Es gehört zum Dienstbereich der Generaldirektion Wasserstraßen und Schifffahrt.
Das Amt ist am 26. November 2020 aus der Zusammenlegung der bisherigen Wasserstraßen- und Schifffahrtsämter Duisburg-Meiderich und Rheine hervorgegangen und das dreizehnte im Zuge der Ämterreform gebildete, neue Wasserstraßen- und Schifffahrtsamt.

## Zuständigkeit
Zum Zuständigkeitsbereich des WSA Westdeutsche Kanäle gehören folgende Gewässer:
- die Ruhr und der Ruhrschifffahrtskanal von der Mündung in Duisburg bis zur Schlossbrücke in Mülheim an der Ruhr (km 12,21)
- der Rhein-Herne-Kanal (RHK)
- der Wesel-Datteln-Kanal (WDK)
- der Datteln-Hamm-Kanal (DHK)
- der Dortmund-Ems-Kanal (DEK) von Dortmund (km 1,44) bis Gleesen (km 138,258)

Nördlich schließt sich der Amtsbereich des WSA Ems-Nordsee an, für den in Bergeshövede abzweigenden Mittellandkanal ist das WSA Mittellandkanal / Elbe-Seitenkanal zuständig.

## Aufgaben
Zu den Aufgaben des Wasserstraßen- und Schifffahrtsamtes gehören:
- Unterhaltung der Bundeswasserstraßen im Amtsbereich (300 km Kanalstrecken und 50 km Flussstrecke)
- Betrieb und Unterhaltung baulicher Anlagen, z. B. Schleusen, Wehre und Brücken
- Aus- und Neubau
- Unterhaltung und Betrieb der Schifffahrtszeichen
- Erfassung und Auswertung von Wasserständen, Abflüssen und umweltrelevanten Daten
- Übernahme strom- und schifffahrtspolizeilicher Aufgaben.

Die größeren Bau- bzw. Ausbaumaßnahmen übernimmt das Wasserstraßen-Neubauamt Datteln.

## Dienstorte, Außenbezirke und Bauhöfe
Das Wasserstraßen- und Schifffahrtsamt Westdeutsche Kanäle hat Dienstorte in Duisburg-Meiderich und Rheine. Außenbezirke befinden sich in Duisburg-Meiderich, Herne, Friedrichsfeld, Dorsten, Datteln, Hamm, Lüdinghausen, Münster, Altenrheine. Das Wasserstraßen- und Schifffahrtsamt Westdeutsche Kanäle unterhält zudem Bauhöfe in Bergeshövede und Herne.

## Fernsteuerzentrale Wasserversorgung Datteln
Die Fernsteuerzentrale Wasserversorgung (FZW) Datteln wurde 1984 in Betrieb genommen. Sie ist eine Einrichtung zur Wasserstandshaltung für die schiffbare Ruhr bis Mülheim an der Ruhr, den Rhein-Herne-Kanal (RHK), den Wesel-Datteln-Kanal (WDK), den Datteln-Hamm-Kanal (DHK) und für den Dortmund-Ems-Kanal (DEK) bis einschließlich Münster. Durch die zentrale Steuerung kann auf Schwankungen des Wasserspiegels in den einzelnen Kanälen und/oder in der Lippe rasch reagiert werden. Das für den Ausgleich von Pegelschwankungen benötigte Wasser wird beim Einspeisungsbauwerk Hamm aus der Lippe entnommen, so dass mindestens 10 m³/s in der Lippe verbleiben, oder durch Rückpumpwerke an den Schleusen aus der Ruhr oder dem Rhein geholt. Sinkt die Durchflussmenge der Lippe bei Hamm auf unter 10 m³/s, wird diese durch Wasser aus dem Kanalnetz zusätzlich angereichert. Die Pegelschwankungen dürfen sich nur in einem Bereich von ± 15 cm (teilweise sogar nur ± 10 cm) bewegen, da bei einem zu hohen Wasserstand die Schiffe Gefahr laufen, mit den Brücken zu kollidieren, oder bei einem zu niedrigen Wasserstand der Kanalgrund beschädigt werden kann. Alle Wehre, Pumpen, Sicherheitstore und anderen Anlagen der Wasserversorgung in den genannten Kanalabschnitten werden von der Fernsteuerzentrale aus zentral bedient, die Schleusen werden dagegen von den jeweiligen Steuerständen oder Leitzentralen (zum Beispiel Meiderich und die Ruhrschleusen von der Leitzentrale Meiderich) gesteuert.
Die FZW ist ganzjährig und 24 Stunden am Tag besetzt und Teil der Route der Industriekultur.

## Leitzentrale Bergeshövede
Seit Dezember 2011 steht auf dem Gelände des Bauhofs in Bergeshövede ein neues Gebäude, in dem eine Leitzentrale für den Dortmund-Ems-Kanal untergebracht ist. Per Fernsteuerung werden die Schleusen Bevergern, Rodde, Altenrheine, Venhaus, Hesselte und Gleesen von Bergeshövede aus bedient und überwacht.